# Distretto di Qinhuai
Il distretto di Qinhuai è un distretto dello Jiangsu, in Cina. È sotto l'amministrazione della città di Nanchino, che è attraversata dal fiume omonimo.